# Diclipterinae
Diclipterinae Nees, 1832 è una sottotribù di piante spermatofite dicotiledoni appartenenti alla famiglia delle Acanthaceae.

## Etimologia
Il nome della tribù deriva dal suo genere tipo Dicliptera Juss., 1805 il cui nome deriva da due parole greche "diklij-pteron" (= a due ali) e fa riferimento alle capsule alate. Il nome scientifico della sottotribù è stato definito dal botanico, entomologo e fisico tedesco Christian Gottfried Daniel Nees von Esenbeck (Reichelsheim, 14 febbraio 1776 – Breslavia, 16 marzo 1858) nella pubblicazione "Plantae Asiaticae Rariores: or, Descriptions and figures of a select number of unpublished East Indian plants. London - 3: 76" del 1832.

## Descrizione

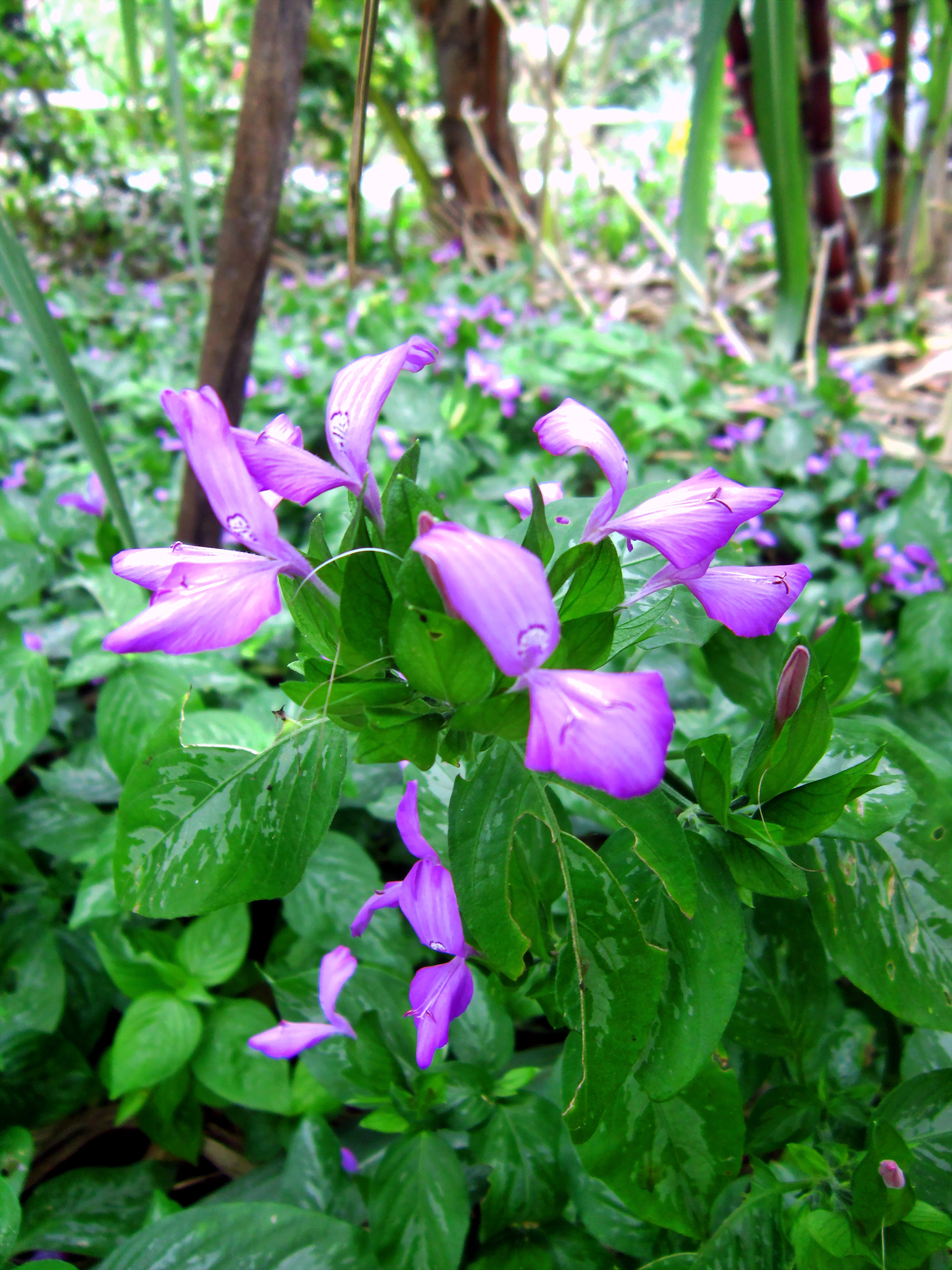
Il portamento
Peristrophe bivalvis

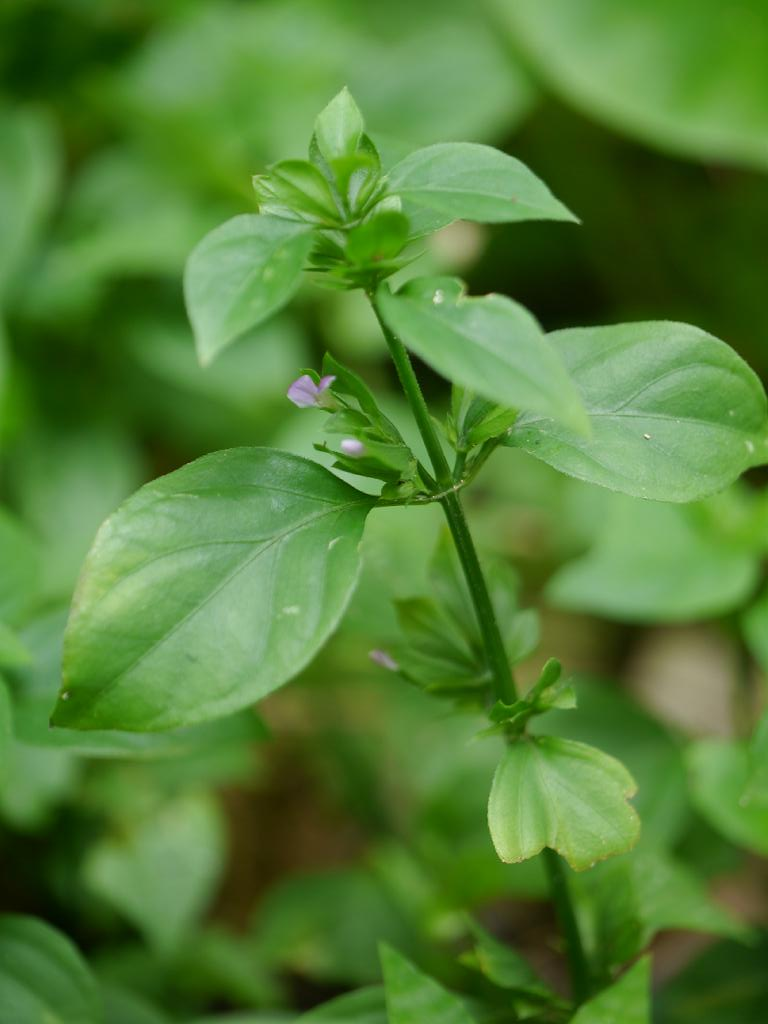
Le foglie
Dicliptera chinensis

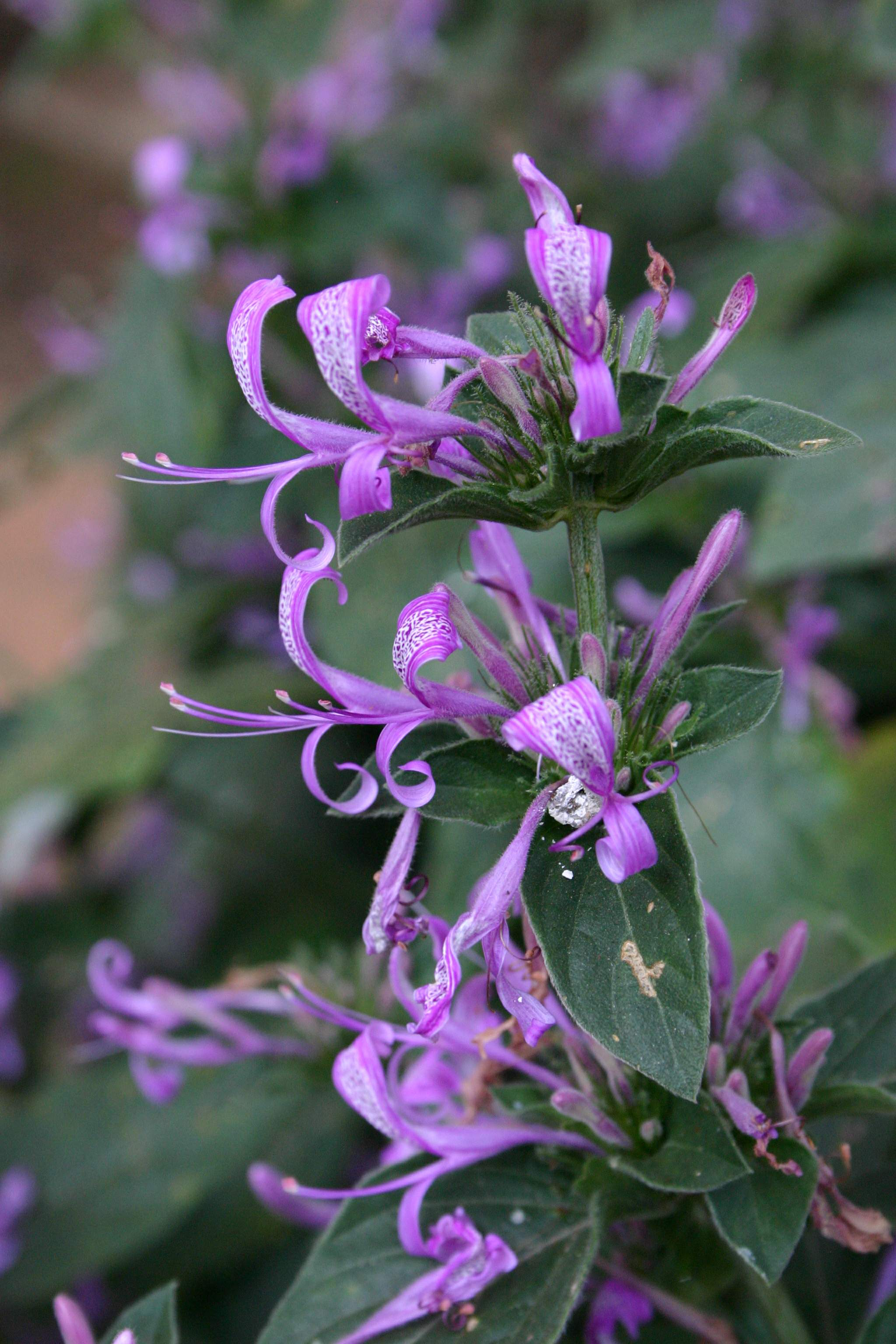
Infiorescenza
Hypoestes aristata

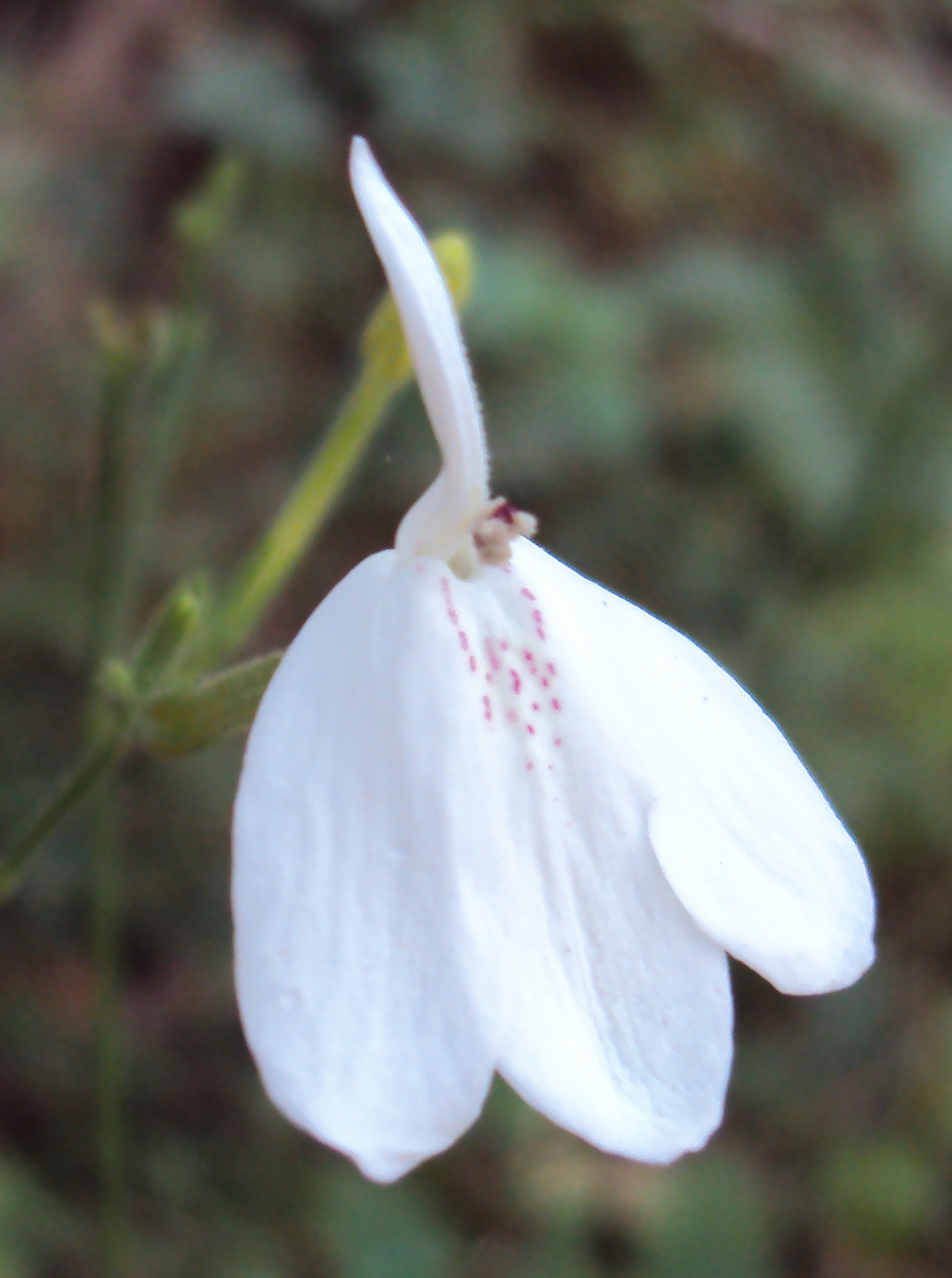
I fiori
Rhinacanthus nasutus

- Il portamento delle specie di questa sottotribù è erbaceo annuale, biennale o perenne, talvolta è arbustivo. I giovani steli in sezione trasversale sono più o meno esagonali (con 6 angoli) a causa della presenza di fasci di collenchima posti nei vertici del fusto. Alcune specie sono pubescenti-vischiose (Monechma). Nelle varie parti vegetative sono presenti dei glicosidi fenolici spesso in composti iridoidi, alcaloidi e diterpenoidi; sono presenti inoltre i cistoliti. Alcune specie sono sempreverdi.[7][8][9][10][11][12][13]
- Le foglie, in genere da subsessili a picciolate, lungo il caule sono disposte in modo opposto. La lamina è intera da ovale a lanceolata con margini eventualmente subsinuosi (ondulati) o leggermente dentati e apici acuti. Alcune specie hanno le foglie macchiate di rosa (Hypoestes), altre sono pubescenti per lunghi peli bianchi, altre ancora sono spesse quasi carnose (Xerothamnella).
- Le infiorescenze sono formate da cime terminali o alle ascelle delle foglie con forme panicolate o simili a spighe. A volte i fiori sono raggruppati in verticilli sovrapposti e distanziati. I fiori, solitari o no, sono sottesi da diverse paia di brattee o bratteole (tipicamente 2 + 2) formanti quasi un involucro; a volte (non in tutte le specie) nascondo il calice e la base della corolla; altre volte i fiori racchiusi sono 2 - 3 contemporaneamente. Normalmente delle quattro brattee una coppia ha delle forme da lineari a lanceolate, mentre l'altra ha delle forme da largamente ovate a ellittiche.
- I fiori sono ermafroditi e zigomorfi; sono inoltre tetraciclici (ossia formati da 4 verticilli: calice– corolla – androceo – gineceo) e pentameri (i verticilli del perianzio hanno più o meno 5 elementi ognuno).

- Formula fiorale. Per la famiglia di queste piante viene indicata la seguente formula fiorale:

X, K (5), [C (2+3), A 2+2 o 2] G (2/supero), capsula
- Il calice, gamosepalo, è profondamente da quadrilobato (Monechma) a pentalobato. I lobi sono lineari, stretti e uguali (calice attinomorfo) con apici acuti.

- La corolla, gamopetala, è formata da un tubo snello (stretto) ma allargato apicalmente e terminante con due labbra (corolla zigomorfa). La corolla è resupinata di 180° per torsione del tubo. l labbro inferiore (in posizione superiore a causa della torsione) è formato da 3 lobi ascendenti (cocleari in bocciolo); la labbro superiore (in posizione inferiore) è intero o smarginato (con portamento da eretto a concavo), a volte è 2-fessurato internamente (Peristrophe). In Xerothamnella il labbro superiore è quadrilobato bianco con alcune macchie rosse alla base all'interno (quello inferiore è intero e all'interno è rosso sangue). I colori della corolla sono: lilla, rosa, rosso, arancio, bianco, verdastro o viola.

- L'androceo è formato da due stami sporgenti adnati nella parte superiore della corolla o nella gola della stessa. Non sono presenti staminoidi. Le antere sono biloculari (con due teche). Le teche sono disposte in modo da disuguale (una più bassa dell'altra) a sovrapposto; possono avere oppure no una appendice basale. Lo stigma dello stilo è fessurato. La morfologia del polline è diversa secondo la specie: in Rhinacanthus ha delle forme subprolate, la vista polare si presenta trigona con ampie coste e aperture a forma di fessura (tipo 3-colpoporato o pseudocolpato) e con l'esina spessa; in Dicliptera e Hypoestes la forma è prolata (trigono in vista polare) con aperture di tipo 3-colpoporato e con l'esina perforata. Il disco nettarifero normalmente è presente, ipogino e piccolo.

- Il gineceo è formato da un ovario supero bicarpellare (a due carpelli connati - ovario sincarpico) e quindi biloculare. La placentazione in generale è assile. Ogni loggia può contenere 2 ovuli. Gli ovuli possono essere anatropi o campilotropi con un solo tegumento e sono inoltre tenuinucellati (con la nocella, stadio primordiale dell'ovulo, ridotta a poche cellule). Lo stilo è uno con un solo stigma.

- I frutti sono delle capsule substipitate o stipitate contenenti 2 - 4 semi; possono avere la superficie pubescente con forme da obovate a orbicolari. La deiscenza dei frutti è elastica (derivata dalla particolare placentazione dell'ovario). Il funicolo è persistente (il retinacolo è uncinato). I semi, a superficie liscia, hanno forme lenticolari, sono papillati e sono privi di tricomi. L'endosperma è scarso o assente.

## Riproduzione
- Impollinazione: l'impollinazione avviene tramite insetti (impollinazione entomogama) quali api, vespe, falene e farfalle, mentre ai tropici anche tramite uccelli quali colibrì (impollinazione ornitogama).[8][9]
- Riproduzione: la fecondazione avviene fondamentalmente tramite l'impollinazione dei fiori (vedi sopra).
- Dispersione: i semi cadendo (dopo aver eventualmente percorso alcuni metri a causa del vento - dispersione anemocora) a terra sono dispersi soprattutto da insetti tipo formiche (disseminazione mirmecoria). Sono possibili anche dispersioni tramite animali (disseminazione zoocora).

## Distribuzione e habitat
La distribuzione delle piante di questo gruppo è soprattutto relativa alle zone calde e tropicali del Vecchio Mondo.

## Tassonomia
La famiglia di appartenenza di questa sottotribù (Acanthaceae) comprende, secondo i vari Autori, 256 generi con 2.770 specie oppure 220 generi con 4.000 specie o infine 221 generi con 3.510 specie. È soprattutto una famiglia con specie a distribuzione tropicale o subtropicale molte delle quali sono usate come piante ornamentali.  Dal punto di vista tassonomico la famiglia è suddivisa in 4 sottofamiglie (compreso il recente inserimento delle Avicennioideae); la sottotribù di questa voce appartiene alla sottofamiglia Acanthoideae (tribù Justicieae) caratterizzata soprattutto dalla presenza di cistoliti nelle foglie.

### Filogenesi
Il gruppo delle Diclipterinae è monofiletico e insieme al clade "New World justicioids" (di cui è "gruppo fratello") formano il "core" della tribù Justicieae. Il gruppo è caratterizzato dalle teche inserite ad altezze diverse sui filamenti e non perfettamente parallele con appendici basali di vari forme, da una fessura (o cresta) rugosa sul labbro superiore della corolla e dalla resupinazione di 180° della stessa.
All'interno della sottotribù il genere Rhinacanthus è "basale" rispetto al resto dei generi, mentre il gruppo di specie denominato "New World Dicliptera" rappresenta il "core" della sottotribù. La maggior parte dei generi più importanti, in base agli ultimi studi di tio cladistico sul DNA, risultano parafiletici: Dicliptera, Peristrophe e Rhinacanthus.
Il cladogramma a lato tratto dallo studio citato e semplificato, mostra l'attuale conoscenza filogenetica del gruppo "Diclipterinae".

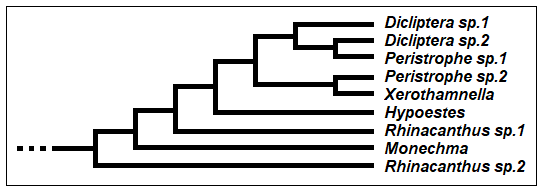
Cladogramma della sottotribù

### Composizione della sottotribù
La sottotribù si compone di 6 generi e 282 specie:
| Genere                        | Specie | Distribuzione                                              |
| ----------------------------- | ------ | ---------------------------------------------------------- |
| Dicliptera Juss., 1805        | 150    | Zone calde e tropicali del Vecchio Mondo e del Nuovo Mondo |
| Hypoestes Sol. Ex R.Br., 1810 | 40     | Zone tropicali del Vecchio Mondo                           |
| Monechma Hochst.              | 60     | Africa e India                                             |
| Peristrophe Nees, 1832        | 15     | Zone tropicali del Vecchio Mondo                           |
| Rhinacanthus Nees, 1832       | 15     | Zone tropicali del Vecchio Mondo                           |
| Xerothamnella C.T. White,     | 2      | Australia (orientale)                                      |

Note: la posizione tassonomica di Monechma in precedenti ricerche era descritta all'interno del clade "Old World justicioids".

## Alcune specie

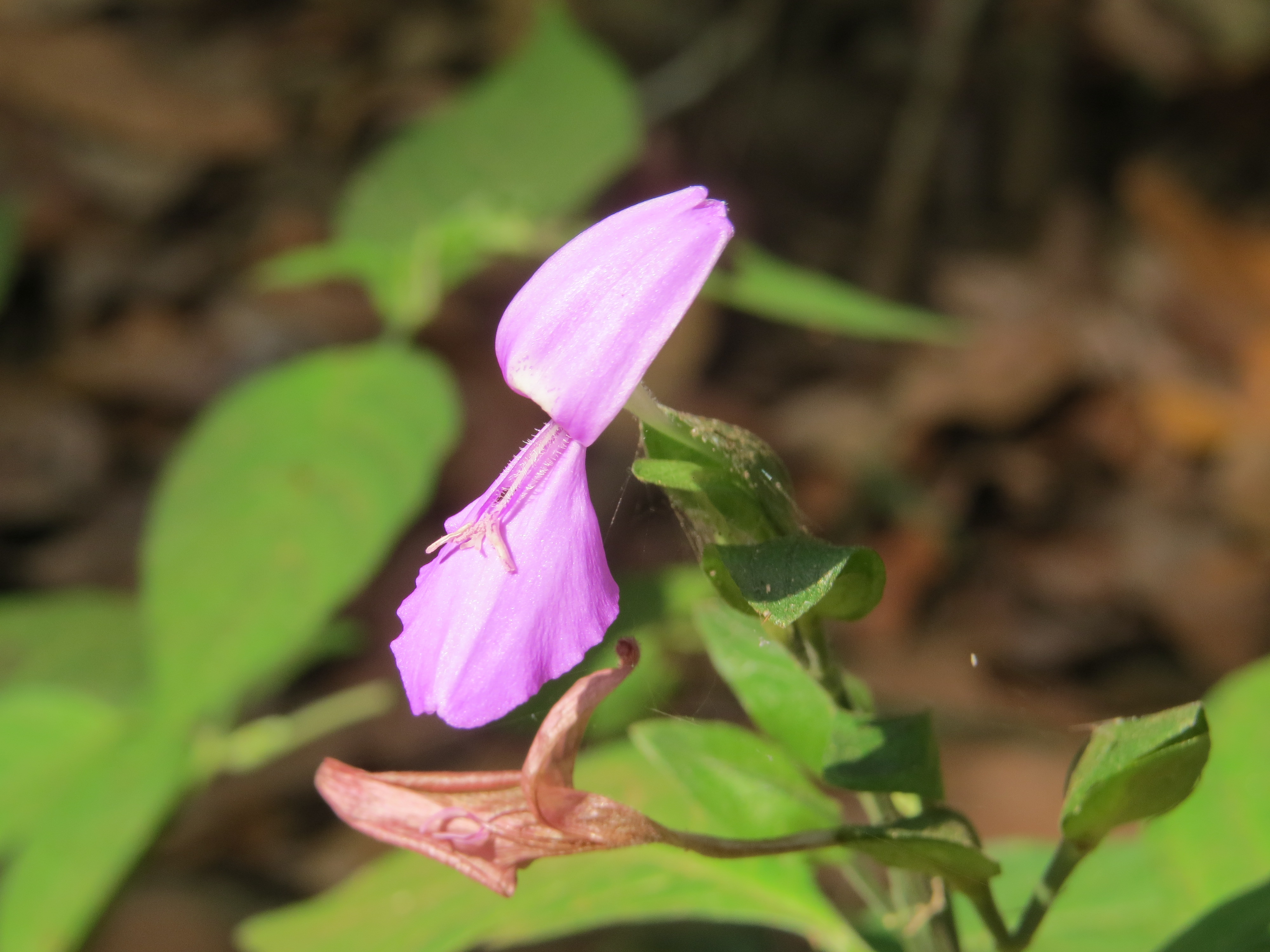
Dicliptera foetida
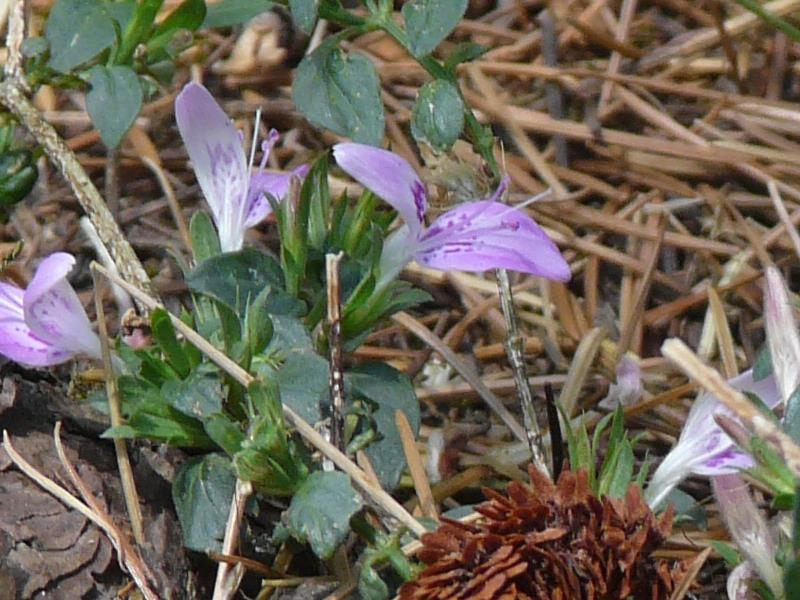
Dicliptera peristrophe
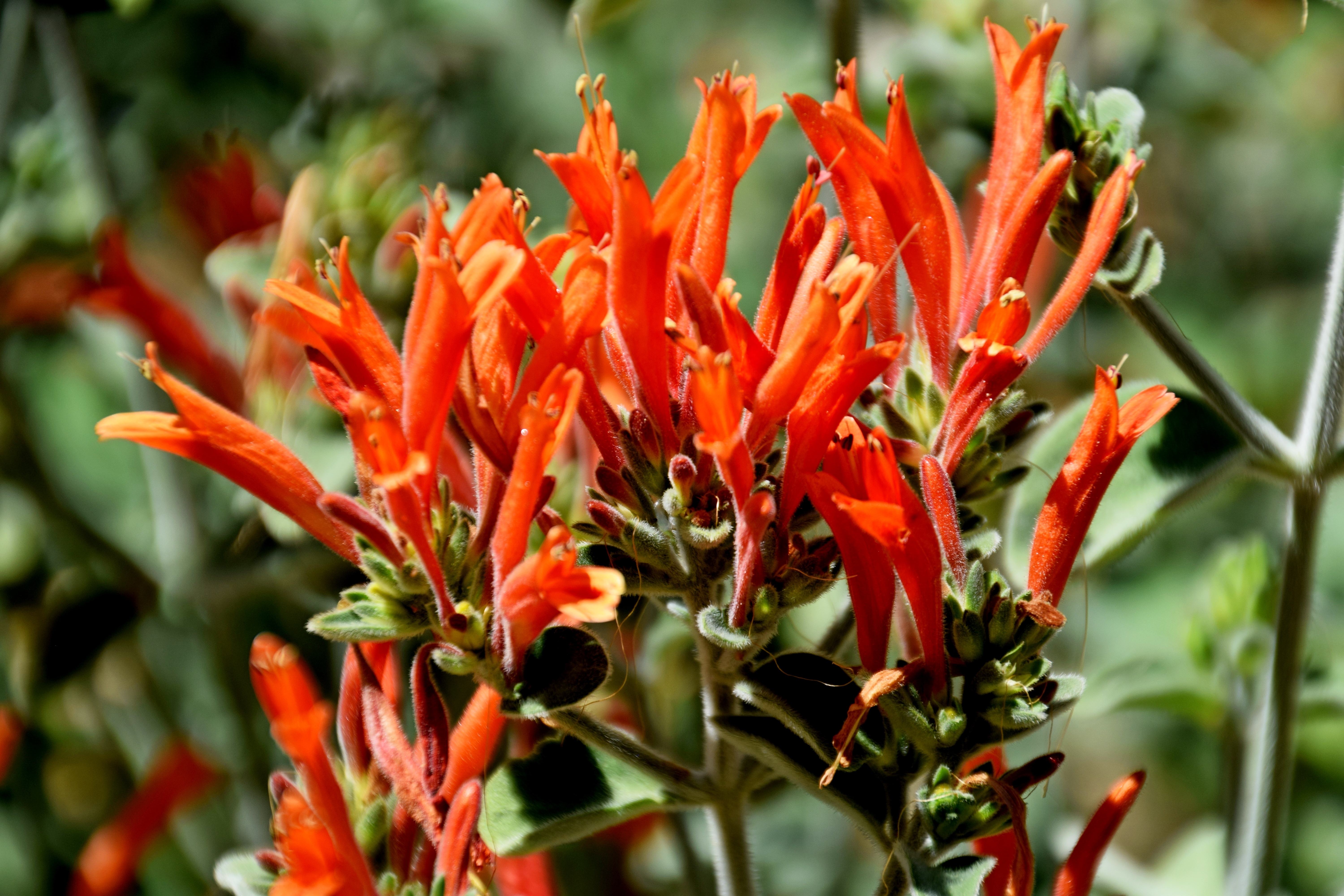
Dicliptera squarrosa
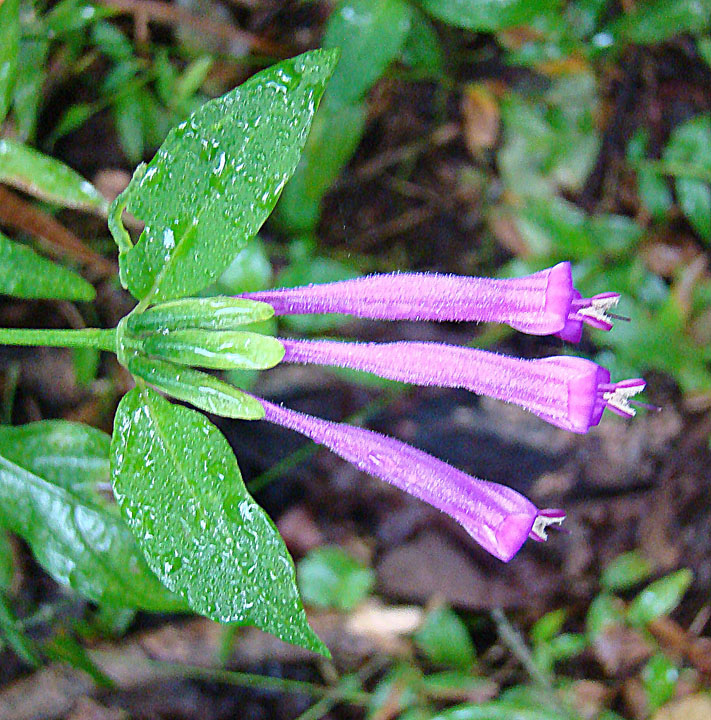
Dicliptera trifurca
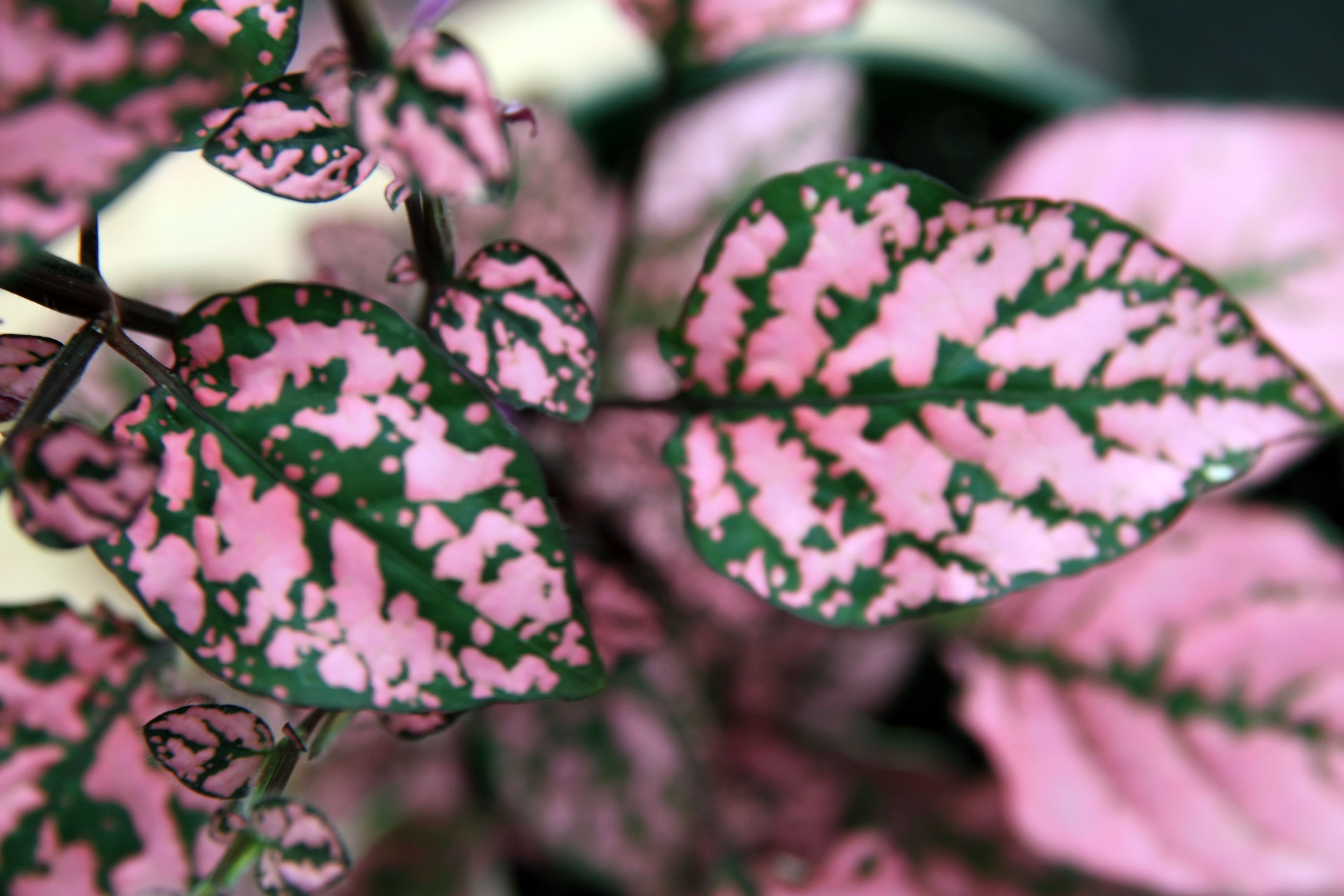
Hypoestes phyllostachys
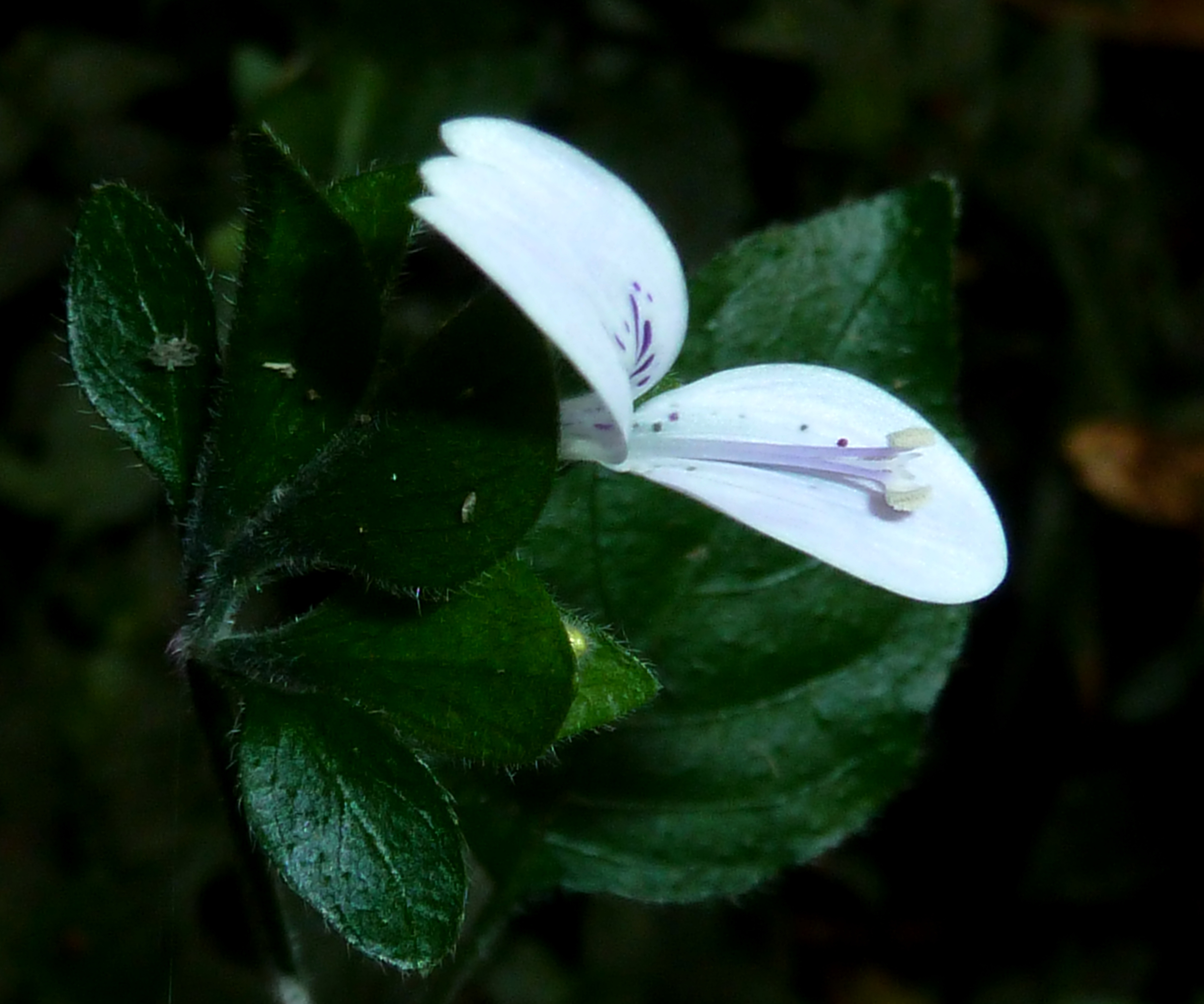
Hypoestes triflora
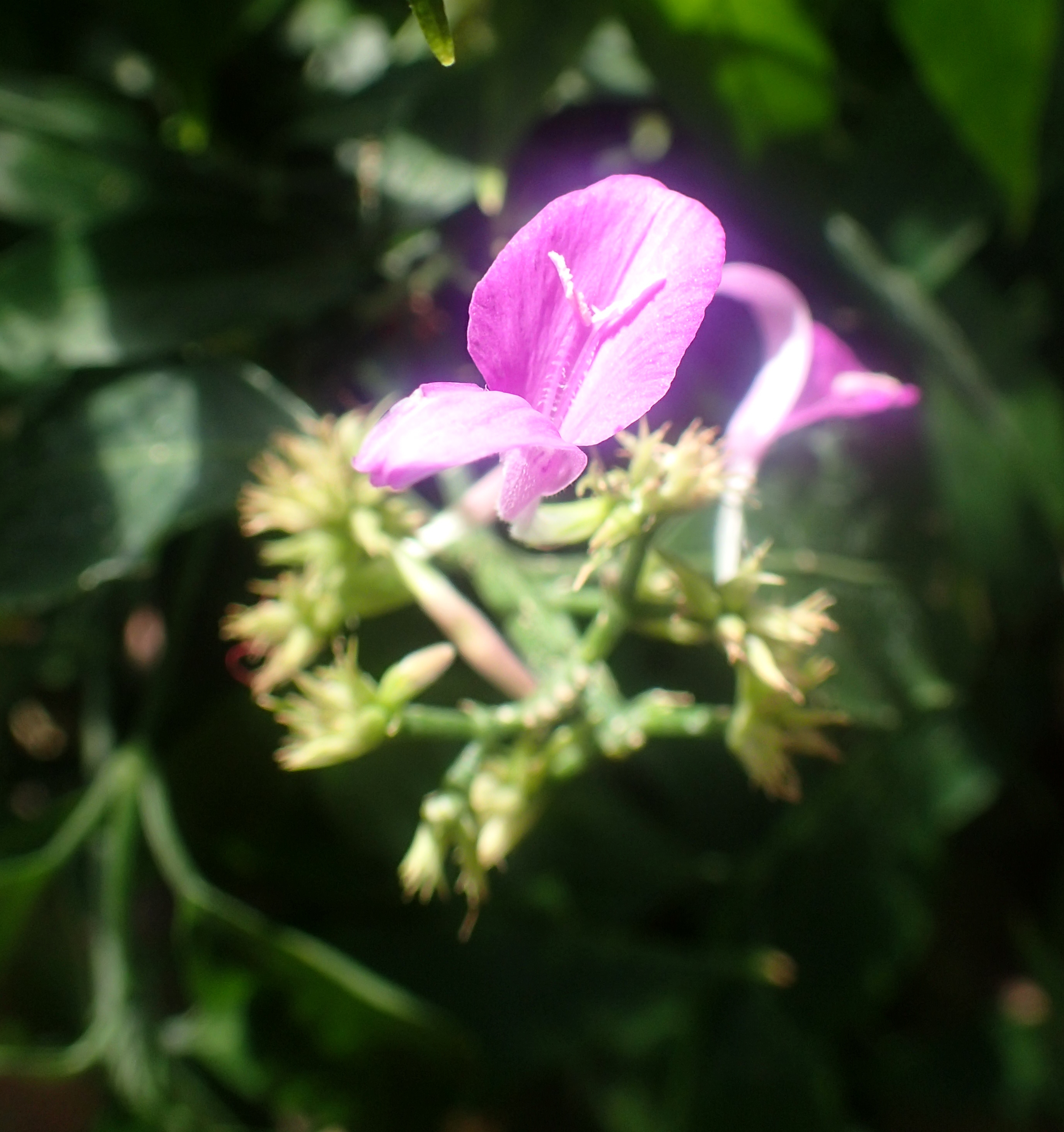
Peristrophe hyssopifolia
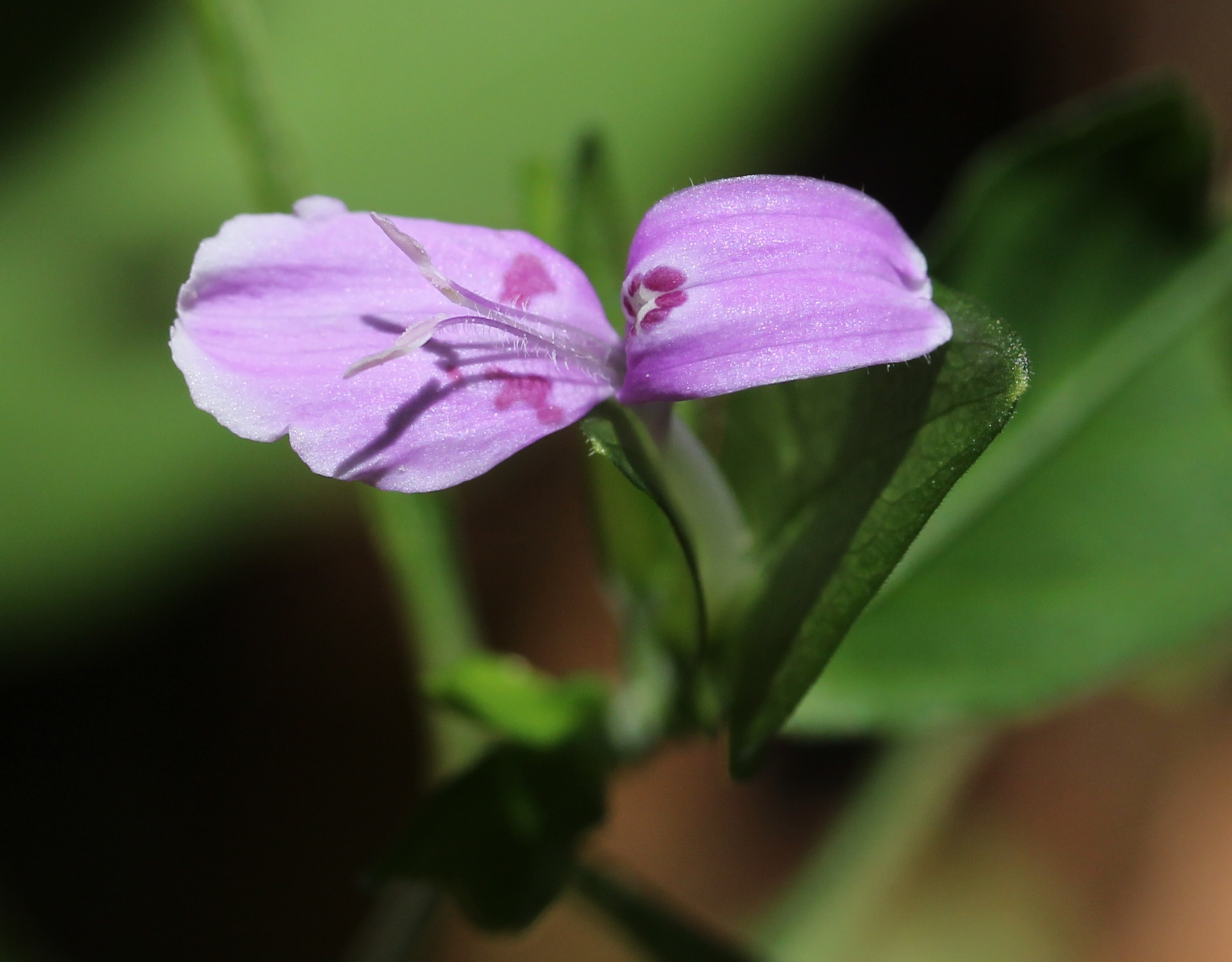
Peristrophe japonica
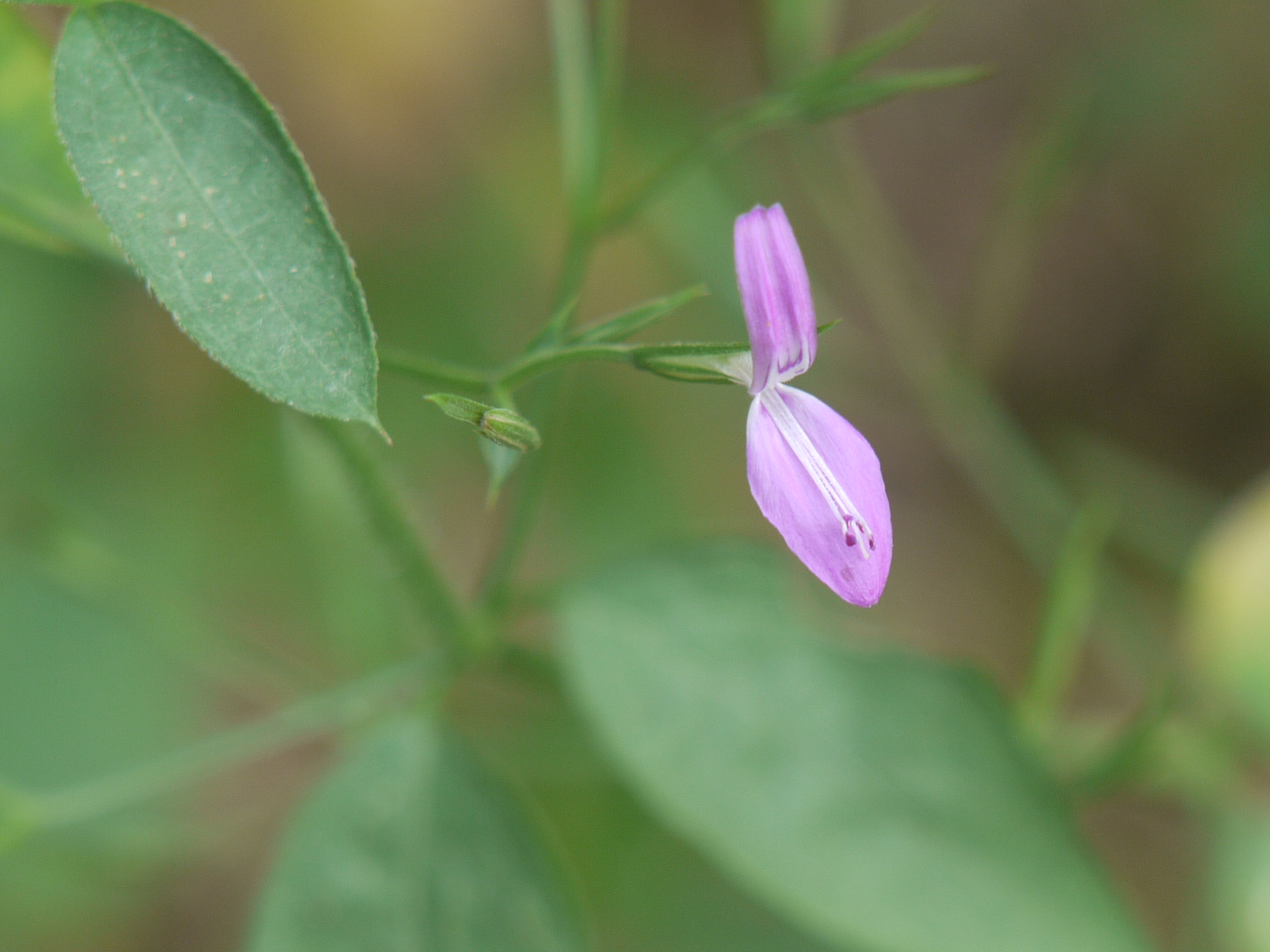
Peristrophe paniculata
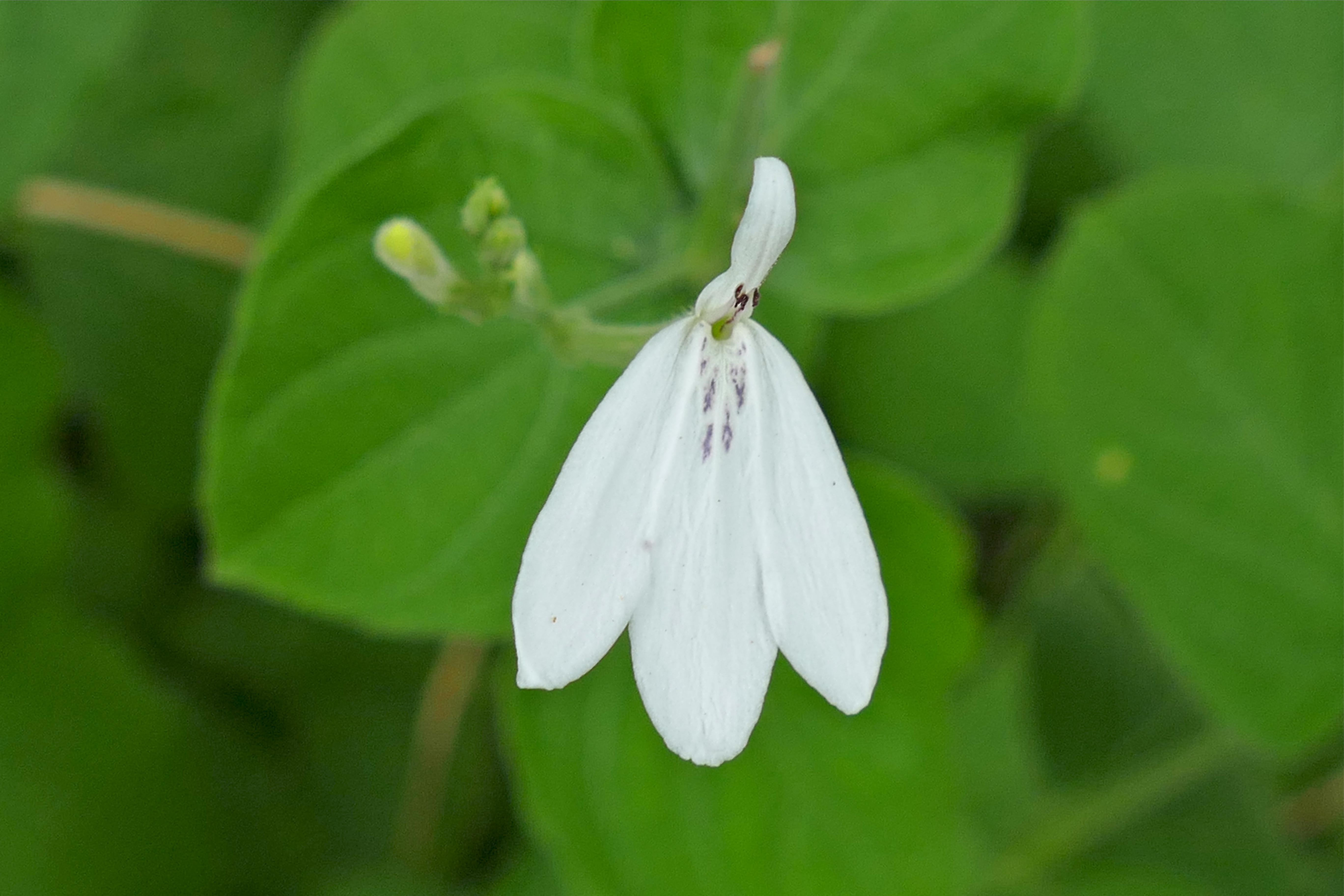
Rhinacanthus gracilis